# Vladyslav Tretjak
Vladyslav Vasyl'ovyč Tretjak (in ucraino Владислав Васильович Третяк?; Kiev, 21 febbraio 1980) è uno schermidore ucraino, vincitore di una medaglia di bronzo nella scherma ai giochi olimpici.

## Palmarès
In carriera ha conseguito i seguenti risultati:
- Giochi olimpici estivi

Atene 2004: bronzo nella sciabola individuale.
- Mondiali di scherma

L'Avana 2003: bronzo nella sciabola a squadre.
Torino 2006: argento nella sciabola a squadre.
- Europei di scherma

Copenaghen 2004: bronzo nella sciabola a squadre.